# Zmiękczanie wody
Zmiękczanie wody – proces usuwania z wody jonów wapnia (Ca2+
) i magnezu (Mg2+
), które odpowiadają za jej twardość. Wybór metody zmiękczania wody zależy od rodzaju związków, które odpowiadają za stopień twardości.

## Metody zmiękczania wody
- Termiczne usuwanie twardości

Termiczne zmiękczanie wody polega na jej ogrzaniu do temperatury około 60–80 °C. W takich warunkach wodorowęglany wapnia i magnezu strącają się w postaci trudno rozpuszczalnych osadów, a w reakcji powstaje dodatkowo kwas węglowy. Powstałe w ten sposób węglany usuwa się na drodze filtracji lub sedymentacji. Termiczna metoda redukcji stopnia twardości wody redukuje tylko twardość węglanową.
- Chemiczne usuwanie twardości

Zmiękczanie wody metodą chemiczną polega na usuwaniu jonów wapnia i magnezu poprzez wytrącanie nierozpuszczalnych osadów tych metali lub wiązanie ich w związki kompleksowe. Najczęściej stosowana jest metoda sodowo-wapienna, a znacznie rzadziej metoda fosforanowa.
- Wymiana jonowa

Wymiana jonowa to proces, w którym stosuje się jonity (wymieniacze jonowe), mające zdolność do wymiany swoich jonów z jonami z roztworu. Jonity, które wymieniają kationy, są nazywane kationitami, a wymieniające aniony to anionity. Zmiękczanie wody tą metodą polega na wymianie kationów wapnia i magnezu na jony sodowe.